# Diadelia infasciata
Diadelia infasciata är en skalbaggsart som beskrevs av Stefan von Breuning 1957. Diadelia infasciata ingår i släktet Diadelia och familjen långhorningar.
Artens utbredningsområde är Madagaskar. Inga underarter finns listade i Catalogue of Life.